# 凱撒首領
凱撒首領（Kaiser Chiefs） 是英國的一個另類搖滾樂隊。樂隊于1997年在利茲成立。名稱來自于南非的一家足球俱樂部凱撒酋長，前利茲聯後衛球員盧卡斯·拉迪比曾效力過這家球隊。該樂隊的首張專輯Employment在2005年發行，其的創作靈感主要來自新潮流音樂和1970年代後期的龐克搖滾，銷量超過300萬張。這種專輯在2005年獲得了水星音樂獎的提名。此後他們又在2007年發行了第二張專輯Yours Truly, Angry Mob，其中的單曲Ruby獲得了英國單曲排行榜第一。2008年10月他們又發行了第三張專輯Off with Their Heads。

## 外部連結
- 官方网站
- BBC interview with Ricky and Nick （页面存档备份，存于）